# Цапаловка
Цапа́ловка (рос. Цапаловка, башк. Цапаловка) — присілок у складі Гафурійського району Башкортостану, Росія. Входить до складу Більської сільської ради.
Населення — 29 осіб (2010; 28 в 2002).
Національний склад:
- росіяни — 78%